# マリー・ド・ブラバン (1226-1256)

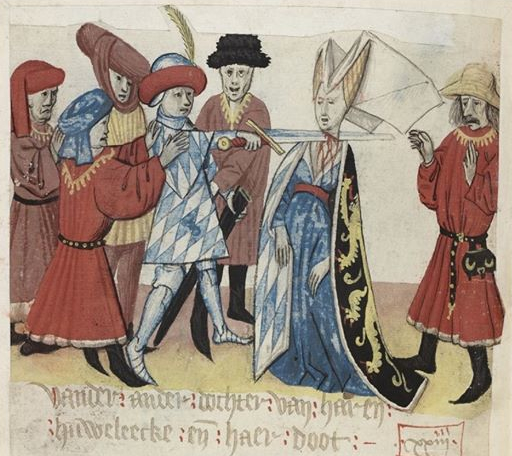
マリーの処刑

マリー・ド・ブラバン（フランス語：Marie de Brabant, 1226年 - 1256年）またはマリア・フォン・ブラバント（ドイツ語：Maria von Brabant）は、ブラバント公アンリ2世とマリア・フォン・ホーエンシュタウフェンの娘。バイエルン公ルートヴィヒ2世と結婚した。

## 生涯
マリーはブラバント公アンリ2世とマリア・フォン・ホーエンシュタウフェンの間に生まれた。母マリアはローマ王フィリップの娘であった。マリーにはアンリ3世やマティルドなどの姉弟がいた。母マリアの死後、父アンリ2世はゾフィー・フォン・チューリンゲンと再婚し、この結婚から異母弟のヘッセン方伯ハインリヒ1世などが生まれた。
1254年8月2日にマリーはバイエルン公ルートヴィヒ2世と結婚した。2年間の結婚生活で子供は生まれなかった。
マリアは1256年に姦通の疑いでドナウヴェルトで夫に斬首された。しかし、後に夫が自分の主張を証明していなかったことが分かり、実際には姦通の証拠が何もなかったことが分かった。悔悛のしるしとして、ルートヴィヒ2世はミュンヘン近郊にフュルステンフェルト修道院を建立した。
別の史料では異なった説明がなされている。Esiah Wilpacherの年代記によると、ルートヴィヒはアウクスブルク大司教と争いのさなかであった。マリーの聴罪司祭はアウクスブルク大司教と同盟関係にあったとされ、夫に攻撃を止め家に帰ることを求める手紙を書くように説得した。これがうまくいかなかったため、マリーは夫の家臣の一人に手紙を書き、ルートヴィヒがそれを手に入れた。ルートヴィヒはこれを読んでマリー自身の筆跡であると確認し、マリーが姦通をしていると考えた。
時が経つにつれて、ルートヴィヒの行為に関して多くの民間伝承の物語が生まれ、それらのほとんどは彼の死後からはるか後に書かれたものであった。バラッド作者は、この話を狂気的な殺人物語に仕立て上げた。ルートヴィヒは5日間夜通し馬で駆けて城に向かった後に妻を殺しただけでなく、間違った手紙を持ってきた使者を剣で刺した。 そして城に入ると、彼は自分の城代と女官を刺し、妻の侍女を胸壁から投げ出した。その後、彼は妻を刺すか頭を切り落として虐殺した。年代記作者はこの殺害を1256年1月18日にドナウヴェルトのマンゴルトシュタイン城において公爵の命により姦通罪で処刑された、としているが、これ以上のことについては言及していない。